# سناء بنت نصيب ال حيب
سناء بنت نصيب بن أمان آل حيب هي فنانة تشكيلية ومصممة عمانية، ولدت في صلالة، محافظة ظفار. تُعد واحدة من أبرز الفنانات العمانيات اللواتي قدمن إسهامات ملحوظة في الفن التشكيلي، حيث تميزت أعمالها بمزجها بين التراث العماني والحداثة بأسلوب إبداعي. تم اختيارها لتمثيل المرأة العربية على المستوى العالمي في البرلمان الأوروبي في بلجيكا عام 2018.

## المسيرة الفنية
تلقت سناء تعليمها العام بمراحله المختلفة في مدارس سلطنة عمان، والتحقت بالكلية العلمية للتصميم في مسقط، عمان، وحصلت على درجة البكالوريوس في الفنون الجميلة مع مرتبة الشرف. ساهم تعليمها الأكاديمي في تطوير رؤيتها الفنية وصقل مهاراتها في الفن التشكيلي والتصميم.
بدأت سناء آل حيب مسيرتها الفنية كفنانة تشكيلية، حيث لفتت الأنظار بأعمالها التي تتناول التراث والثقافة العمانية بطريقة مبتكرة. منذ عام 1999، سناء عضو في الجمعية العمانية للفنون التشكيلية، تتميز أعمالها باستخدام الألوان والتصاميم التي تعكس الطبيعة والهوية الثقافية العمانية، وتركز على إبراز جماليات الخط العربي في تصاميمها. أقامت أول معرض فني لها بالتزامن مع احتفالات السلطنة بالعيد الوطني السابع والأربعين في السفارة العمانية في بروكسل، بلجيكا. كما شاركت في يوم التراث الثقافي العماني في البرلمان الأوروبي في 7 نوفمبر 2017، وحصلت على شهادة شكر وتقدير من البرلمان الأوروبي بهذه المناسبة. شاركت في معرض اليوم العالمي للمرأة في 8 مارس 2018 في بروكسل، حيث مثلت النساء العربيات وعرضت أعمالها التي تركز على المرأة والحرف العربية.
ظهرت سناء في Vogue العالمية، حيث تم تسليط الضوء على عملها وتأثير ثقافتها العمانية على فنها (LAND OF PARADISE SALALAH).
أحدث أعمالها الفنية هي لوحة بعنوان فخر الوطن. التي رسمت فيها جلالة السلطان هيثم بن طارق بن تيمور آل سعيد وقرينته السيدة الجليلة عهد بنت عبدالله البوسعيدية. تم عرض اللوحة في معرض نفائس في حب الوطن الذي أقيم في الجمعية العمانية للفنون في 26 ديسمبر 2023 حيث لاقت إشادة واسعة من الجمهور والنقاد.

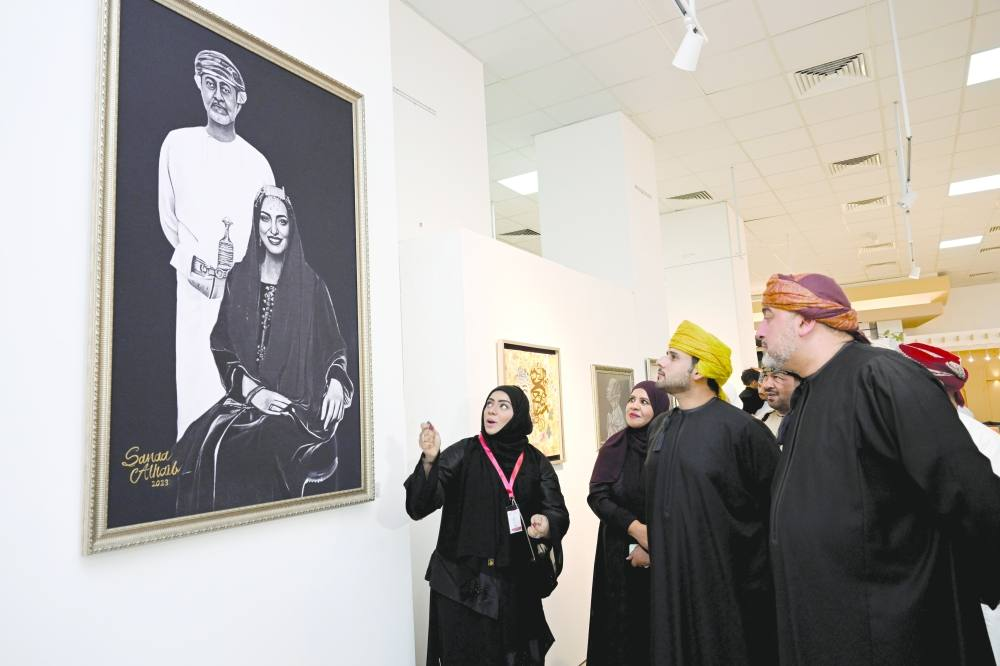
قدمت سناء آل حيب لوحة فنية فريدة بعنوان فخر الوطن، وهي أول عمل فني يجمع بين سلطان عُمان وقرينته. تجسد اللوحة جلالة السلطان هيثم بن طارق آل سعيد وقرينته السيدة الجليلة عهد بنت عبدالله البوسعيدية. عُرض هذا العمل الفني في معرض نفائس في حب الوطن، الذي أقامته الجمعية العمانية للفنون التشكيلية بتاريخ 26 ديسمبر 2023.

## الحياة الشخصية
سناء متزوجة من عرفة بن فريجون بيت سمير، وهو وزير مفوض سابق في وزارة الخارجية العمانية. ولهما من الأولاد:
- عوّاد بن عرفة بن فريجون بيت سمير
- عبد الصمد بن عرفة بن فريجون بيت سمير
- عبدالله بن عرفة بن فريجون بيت سمير
- المها بنت عرفة بن فريجون بيت سمير

## روابط خارجية
- سناء بنت نصيب ال حيب على موقع IMDb (الإنجليزية)